# Appleby Magna
Appleby Magna is een civil parish in het bestuurlijke gebied North West Leicestershire, in het Engelse graafschap Leicestershire. In 2001 telde de civil parish 1076 inwoners. Tot de civil parish behoren verscheidene gehuchten en dorpjes, als Snarestone en Twycross. Het dorp Appleby Magna ligt op de oude grens tussen het koninkrijk Mercia en het door Vikingen gekoloniseerde Danelaw, maar het kwam tot ontwikkeling in de periode vóór de komst van de Angelsaksen.